# Léon Gatayes
Léon Gatayes, né le 4 nivôse an XIV à Paris 11e et mort le 1er février 1877 à Paris 16e, est un harpiste, compositeur, critique musical et chroniqueur sportif français.

## Biographie
Fils de Guillaume Gatayes (es), fils naturel de Louis-François-Joseph de Bourbon-Conti, passé en Angleterre lors de la Révolution où il avait changé son nom en « Gatayes » et épousé une Anglaise, avant de revenir en France donner des leçons de guitare et de chant, Gatayes avait une voix qui faisait, selon Alphonse Karr, les fabriques de Saint-Sulpice et de la Cathédrale se le disputer pour chanter les « solos ».
Montrant des dispositions pour la harpe, il a étudié, tout jeune, la harpe avec le facteur d’orgue Jacques Georges Cousineau (d)  pour maitre. Il reçoit des leçons d’harmonie d’un médecin allemand. À la puberté, il délaisse les professeurs de l’époque pour jouer dans l’orchestre de l’Odéon avec Théodore Labarre, lorsqu’a été monté avec succès l’opéra du Freischütz de Carl Maria von Weber.
Professeur de harpe à 16 ans, il compte, parmi ses élèves, Juliette Récamier, qui l'invite, plusieurs fois, à venir jouer des duos à l’abbaye-aux-Bois, devant Chateaubriand. Il s’est fait entendre à Paris sur la scène de grands théâtres, et il a été fort applaudi.
Après que Sébastien Érard y a ajouté, en 1810, un mécanisme à fourchette à un double mouvement actionné par 7 ou 8 pédales, où chaque corde peut jouer trois hauteurs, Gatayes et Labarre ont fait de la harpe un instrument sérieux, réel et complet. De ce moment, la harpe est devenu un instrument doté de ressources et d’une puissance exigeant des études sérieuses, l’étude en a été bientôt abandonnée dans les salons, et Labarre lui-même a été obligé de la quitter pour donner des leçons de piano.
Passionné de tous les exercices du corps, c’était un des meilleurs et des plus élégants cavaliers de son temps. Il a appris, avec Alphonse Karr, avec qui il s’était lié d’une étroite amitié, et qui a souvent parlé de lui dans ses écrits, toutes les escrimes, l’épée, le bâton, la canne, la boxe, la savate, et n’hésitait pas à s’en servir, au besoin : attaqué, une nuit, par deux malfaiteurs qui voulaient le dépouiller, il tint bravement tête aux deux escarpes. Retirant vivement son manteau, qu’il déposa sur le garde-fou, il sortit de sa poche un long couteau-poignard, disant à ses agresseurs : « Mes enfants, voilà un manteau, il est en bon drap d’Elbeuf. Voici une montre, elle est en or, la chaine aussi. Voici une bourse ; elle contient de l’or. Tout cela peut être à vous tout à l’heure… mais il faut travailler ! » tout en brandissant son terrible couteau et se préparant à « travailler » lui-même de belle façon. Devant sa détermination, ses deux voleurs préférèrent décamper sans demander leu reste.
Un jour, il a été saisi d’une passion dévorante pour l’équitation et pour le manège. Il s’est lié avec deux célèbres écuyers Jules Pellier (d)  et François Baucher et il est devenu lui-même un écuyer très distingué. Ne quittant plus le manège, il a abandonné la harpe, à laquelle il avait dû tant de succès et pour laquelle il a écrit de si jolie musique, pour figurer plus d’une fois sous le masque dans des tournois et des exercices publics donnés par Pellier et Baucher dans le jardin de Tivoli. Une chute de cheval dans le manège ayant amené un commencement de paralysie, il a dû renoncer aux exercices pour lesquels il avait tout laissé de côté. Ne pouvant non plus jouer de la harpe, sans resources, chargé de l’entretien de sa mère et de ses deux frères, il n’a pas résisté à la tentation d’écrire des critiques, des articles de sport, des fantaisies sur deux sujets qu’il possédait parfaitement la musique et les chevaux, pour les journaux. Il a fait la critique musicale au Corsaire, au Journal de Paris, à la Chronique de France, et il a été au nombre des rédacteurs de l’Univers illustré.
Comme son père, il avait épousé une Anglaise, avec qui il a eu deux filles, dont l’une a eu un talent des plus sérieux au piano, et l’autre jouant très bien de la harpe. Paralysé sur la fin de sa vie, ses obsèques ont eu lieu à l’église Saint-Honoré-d’Eylau.